# NGC 1644
NGC 1644 is een open sterrenhoop in het sterrenbeeld Goudvis. Het hemelobject werd op 2 november 1834 ontdekt door de Britse astronoom John Herschel.

## Synoniemen
- ESO 84-SC30